# Космос-1869
Космос-1869 је један од преко 2400 совјетских вјештачких сателита лансираних у оквиру програма Космос.
Космос-1869 је лансиран са космодрома Плесецк, СССР, 16. јула 1987. Ракета-носач Ф-2 је поставила сателит у орбиту око планете Земље. 